# ميكي هاريس
ميكي هاريس (بالإنجليزية: Mickey Harris) هو لاعب كرة قاعدة أمريكي، ولد في 30 يناير 1917 في نيويورك في الولايات المتحدة، وتوفي في 15 أبريل 1971 في فارمنغتون في الولايات المتحدة.

## وصلات خارجية
- ميكي هاريس على موقعبيزبول رفرنس.كوم (الدوري الرئيسي) (الإنجليزية)
- ميكي هاريس على موقع جمعية أبحاث البيسبول الأمريكية (الإنجليزية)